# 水沙連
水沙連，是台灣南投縣的地理區域名詞。
現今有關「水沙連」的釋義，最為學界所廣泛引用的是日人伊能嘉矩在《台灣文化志》中的說法：「…水沙連，原係分布於彰化地方山邊之平埔番（Arikun），對與該方面內山生番之他稱 Tualihen 或 Soalian 之譯音訛沙連，同地因有日月潭名勝之湖水，而加添『水』字所稱呼者。」另有一說為水在邵語念作「saeum」，漢人將其念作沙連，故「沙連」、「水沙連」實為相同。

## 地理區域
廣義
廣義的水沙連一詞，主要包含以日月潭為中心的南投、彰化一帶，範圍甚廣。後於清代設置有水沙連堡的行政區域。
日治初年已拆為：沙連堡的濁水溪流域、五城堡、埔里社堡的廣大台灣原住民居住區域，包括今天的竹山鎮、鹿谷鄉、名間鄉、集集鎮、水里鄉、信義鄉、國姓鄉、埔里鎮、魚池鄉、仁愛鄉 (不包含南投市、草屯鎮、中寮鄉)
狹義
指五城堡與埔里社堡等清領時期漢人勢力以外的地區，即「魚池鄉」與「埔里鎮」，這也是目前的普遍定義。
有關水沙連地名最早的記載是在季麒光的《台灣雜記》一書。

## 原住民歷史語言

### 水沙連六社

#### 概說
水沙連 是清代時對整個臺灣中部內山地區的稱呼，從康熙年間以來就有三十六社、三十五社、二十四社等不同說法。 到了嘉慶、道光年代之間，大量漢人進來這裡開墾，主要的目標和根據地是頭社、水社、貓囒社、沈鹿社、埔裏社、眉社等六社，號稱「水沙連六社」（邵語：katuru sazum a kataunan。
- 頭社(Shtafari)：田頭社，魚池鄉頭社村。
- 水社(Kankwan)：水𥚃社，魚池鄉水社村。
- 貍社(Malan/Þapuduk)：媽鱗社，魚池鄉中明村。
- 審鹿：埔里鎮與魚池鄉交界處附近。
- 埔里(Puri/Purisia/Qariawan)：埔里鎮。
- 眉社：眉𥚃社，埔里市郊牛眠山和史港坑之間。

#### 文獻與地理位置勘查
其中前四社在日月潭附近，大致上確定屬於邵族系統。埔裏社和眉社則位於今天的埔里盆地，並以眉溪為分界：埔裏社在眉溪南邊，有說法表示屬於布農族系統，但是，以地緣關係和歷史文獻來看，埔裏社是邵族支系的可能性也很大；眉社在眉溪北邊，文獻記載顯示是臉上有紋面的「王字番」，應該屬於泰雅族的系統。
水沙連六社由於所在土地肥沃平坦，是漢人開墾的主要目標，而正因漢人不斷違反清廷禁令前往內山侵占和開墾土地，水沙連六社的原住民無計可施，只好懇求官方准許讓他們薙髮成為熟番，並且向官府投誠獻出土地，請求成為官墾，對當局的政策造成衝擊，甚至成為朝廷上討論時爭執的主題。道光年間，閩浙總督劉韻珂因此接受命令親自來到水沙連六社實地察看，最後朝廷還是決定維持封鎖和禁止的番地政策，直到光緒年間時實施「開山撫番」政策，水沙連六社的開發才真正進入全面合法公開的階段。

## 天文
2019年12月起，獅子座恆星HD 100655的行星HD100655b，由台灣網路投票命名為「水沙連」，為史上第一個「由台灣命名的系外行星」。

## 外部連結
- 顧敏耀，〈藍鼎元傳記資料考述--兼論其〈紀水沙連〉之內容與意涵〉，《成大中文學報》，第42期，2013年9月，頁137-182。
- 臺北市立明倫高中-3＿15藍鼎元紀水沙連